# ETFRF1
ETFRF1 (англ. Electron transfer flavoprotein regulatory factor 1) – білок, який кодується однойменним геном, розташованим у людей на 12-й хромосомі. Довжина поліпептидного ланцюга білка становить 90 амінокислот, а молекулярна маса — 10 864.
| 10         |  | 20         |  | 30         |  | 40         |  | 50         |
| ---------- |  | ---------- |  | ---------- |  | ---------- |  | ---------- |
| MKMANSLRGE |  | VLKLYKNLLY |  | LGRDYPKGAD |  | YFKKRLKNIF |  | LKNKDVKNPE |
| KIKELIAQGE |  | FVMKELEALY |  | FLRKYRAMKQ |  | RYYSDTNKTN |  |            |

A: Аланін

D: Аспарагінова кислота

E: Глутамінова кислота

F: Фенілаланін

G: Гліцин

I: Ізолейцин

K: Лізин

L: Лейцин

M: Метіонін

N: Аспарагін

P: Пролін

Q: Глутамін

R: Аргінін

S: Серин

T: Треонін

V: Валін

Локалізований у мітохондрії.